# Жаку
Жаку (порт. Jaco) — небольшой остров, входящий в группу Малых Зондских островов.

## География
Расположен к востоку от острова Тимор. Является частью подрегиона Тутуала района Лаутен. Площадь острова около 10 км², высота над уровнем моря достигает 100 м.

## Население
Остров необитаем. Коренное население считало его священным, и посещение острова было под запретом.

## Туризм
В наши дни Жаку посещают рыбаки и туристы, которых сюда привлекает дайвинг, прекрасные пляжи и местная фауна.